# Furongita
La furongita és un mineral de la classe dels fosfats. Anomenada l'any 1976 tot emprant un nom poètic per a la província de Hunan (Xina) que comprèn la localitat tipus.

## Classificació
Segons la classificació de Nickel-Strunz, la furongita pertany a «08.EB: Uranil fosfats i arsenats, amb ràtio UO₂:RO₄ = 1:1» juntament amb els següents minerals: heinrichita, kahlerita, novačekita-I, saleeïta, torbernita, uranocircita, uranospinita, xiangjiangita, zeunerita, metarauchita, rauchita, bassetita, lehnerita, metaautunita, metasaleeïta, metauranocircita, metauranospinita, metaheinrichita, metakahlerita, metakirchheimerita, metanovačekita, metatorbernita, metazeunerita, przhevalskita, metalodevita, abernathyita, chernikovita, metaankoleïta, natrouranospinita, trögerita, uramfita, uramarsita, threadgoldita, chistyakovaïta, arsenuranospatita, uranospatita, vochtenita, coconinoïta, ranunculita, triangulita, autunita i sabugalita.

## Estructura
L'estructura de la furongita conté:
- Capes infinites de fosfat d'uranil [(UO₂)₄(PO₄)₆]10- || (101), que contenen bipiràmides pentagonals i tetraedres de fosfat que comparteixen arestes i vèrtexs.
- Enllaços d'hidrogen que connecten amb les capes adjacents.
- Octaedres amb contingut d'alumini localitzats entre les capes i connectats principalment àtoms d'oxigen apicals dels grups fosfats.

## Característiques
La furongita és un fosfat de fórmula química Al₄(UO₂)₄(PO₄)₆(OH)₂(H₂O)₁₀·9,5H₂O. Cristal·litza en el sistema triclínic. La seva duresa a l'escala de Mohs és 2 a 3.

## Formació i jaciments
S'ha descrit a la Xina, a la República Democràtica del Congo i a Espanya. S'ha descrit en zones d'oxidació de dipòsits d'urani.